# Liste von Behältern in der Kerntechnik
In der Liste von Behältern in der Kerntechnik werden verschiedene Behältertypen in der Kerntechnik gesammelt.

## Endlagerbehälter

### Betonbehälter
Als Betonbehälter werden in der Regel zylindrische, armierte Behälter für schwach- und mittelradioaktive Abfälle aus Normal- oder Schwerbeton bezeichnet, die den Endlagerungsbedingungen für das Endlager Konrad (EBK) entsprechen. Sie können außen mit einer Metallummantelung und innen mit einer Metallauskleidung versehen sein. Die maximale Masse von 20 t ergibt sich ebenfalls aus den EBK. Je nach Bauart werden sie auch als ummantelte Betonabschirmung (UBA) oder verlorene Betonabschirmung (VBA) bezeichnet.
| Typ | Durchmesser [mm] | Höhe [mm] | Maximale Masse [t] | Bruttovolumen [m3] | Bemerkungen |
| --- | ---------------- | --------- | ------------------ | ------------------ | ----------- |
| I   | 1.060            | 1.370     | 20                 | 1,2                | [ 1 ]       |
| II  | 1.600            | 1.700     | 20                 | 1,3                | [ 1 ]       |

### Konrad-Container
Als Konrad-Container werden Stahlblech-Container bezeichnet, die den EBK entsprechen. Sie sind insbesondere für schwachradioaktive Abfälle vorgesehen. Es gibt zu jedem Typen prinzipiell verschiedene Bauarten (z. B. mit Betonabschirmung oder Bleiinliner), sodass die Leermassen und Innenvolumina stark schwanken. Größter Hersteller der Konrad-Container ist Eisenwerk Bassum, die 2020 von der GNS Gesellschaft für Nuklear-Service aufgekauft wurden. Die maximale Masse von 20 t ergibt sich ebenfalls aus den EBK.
| Typ | Länge [mm] | Breite [mm] | Höhe [mm] | Maximale Masse [t] | Bruttovolumen [m3] | Bemerkungen |
| --- | ---------- | ----------- | --------- | ------------------ | ------------------ | ----------- |
| I   | 1.600      | 1.700       | 1.450     | 20                 | 3,9                | [ 1 ]       |
| II  | 1.600      | 1.700       | 1.700     | 20                 | 4,6                | [ 1 ]       |
| III | 3.000      | 1.700       | 1.700     | 20                 | 8,7                | [ 1 ]       |
| IV  | 3.000      | 1.700       | 1.450     | 20                 | 7,4                | [ 1 ]       |
| V   | 3.200      | 2.000       | 1.700     | 20                 | 10,9               | [ 1 ]       |
| VI  | 1.600      | 2.000       | 1.700     | 20                 | 5,4                | [ 1 ]       |

Konradgängige Container können mit denselben Maßen auch als Beton- oder Gusscontainer gefertigt sein.

### Loppusijoituskapseli

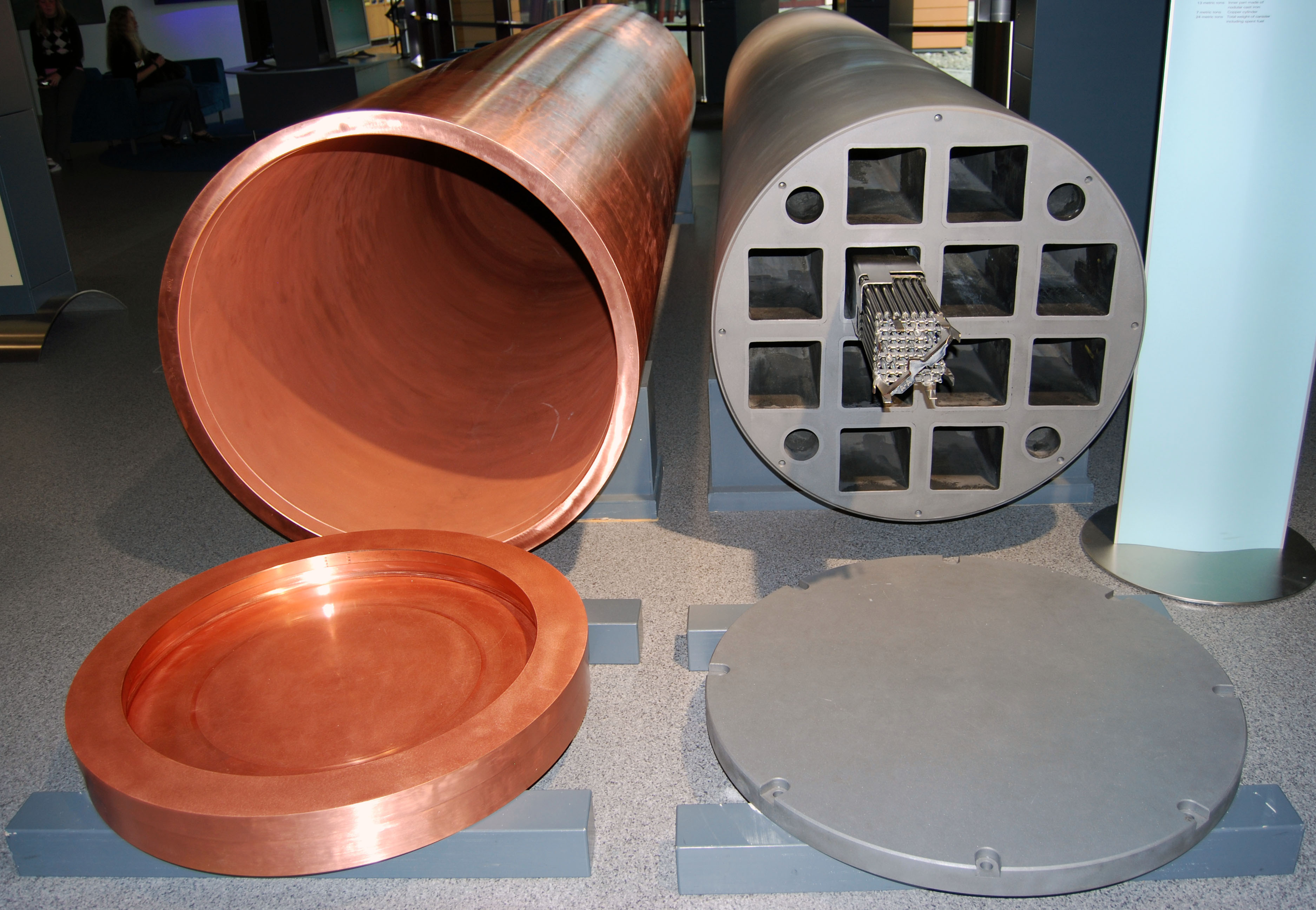
Die Loppusijoituskapseli für Abfälle aus Olkiluoto-1 oder -2

Der Loppusijoituskapseli (zu deutsch in etwa: Endlagerbehälter) ist der Behälter, der im Endlager Olkiluoto eingesetzt werden Soll. Er besteht aus einer 5 cm dicken Kupferhülle. Die Größe ist abhängig vom Kernkraftwerk, aus dem die endzulagernden Abfälle stammen.
| Kernkraftwerk | Abfallherkunft     | Abfallmenge | Durchmesser [mm] | Länge [mm] | Maximale Masse [t] | Bemerkungen |
| ------------- | ------------------ | ----------- | ---------------- | ---------- | ------------------ | ----------- |
| Loviisa-1     | Druckwasserreaktor | 12 BE       | 1.050            | 3.600      |                    | [ 4 ]       |
| Loviisa-2     | Druckwasserreaktor | 12 BE       | 1.050            | 3.600      |                    | [ 4 ]       |
| Olkiluoto-1   | Siedewasserreaktor | 12 BE       | 1.050            | 4.750      | 24,5               | [ 4 ]       |
| Olkiluoto-2   | Siedewasserreaktor | 12 BE       | 1.050            | 4.750      | 24,5               | [ 4 ]       |
| Olkiluoto-3   | Druckwasserreaktor | 4 BE        | 1.050            | 5.200      |                    | [ 4 ]       |

### MOSAIK-Behälter
MOSAIK-Behälter sind von der GNS Gesellschaft für Nuklear-Service entwickelte und gefertigte Gussbehälter für schwach- und mittelradioaktive Abfälle, die in ihren Maßen den EBK entsprechen. Je nach Inhalt und Anwendungsfall existieren verschiedene Auslegungen, weitflächige Verwendung finden aktuell lediglich MOSAIK Typ II.
| Typ | Durchmesser [mm] | Höhe [mm] | Maximale Masse [t] | Bruttovolumen [m3] | Bemerkungen |
| --- | ---------------- | --------- | ------------------ | ------------------ | ----------- |
| I   | 900              | 1.150     | 20                 | 0,7                | [ 1 ]       |
| II  | 1.060            | 1.500     | 20                 | 1,3                | [ 1 ]       |
| III | 1.000            | 1.240     | 20                 | 1,0                | [ 1 ]       |

### Pollux
Behälter vom Typ Pollux wurden von der GNS Gesellschaft für Nuklear-Service für die Endlagerung von hochradioaktiven Abfällen entwickelt.
| Bauart             | Abfallherkunft     | Abfallmenge      | Länge [mm] | Breite [mm] | Leermasse [t] | Maximale Masse [t] | maximale Wärmeleistung [kW] | Lagerstätte           | Markteinführung | Bemerkungen |
| ------------------ | ------------------ | ---------------- | ---------- | ----------- | ------------- | ------------------ | --------------------------- | --------------------- | --------------- | ----------- |
|                    | Druckwasserreaktor | 10 BE oder 18 BE | ~5.500     | ~2.000      |               | 65                 |                             | z. B. Salzformationen | bisher keine    |             |
| Siedewasserreaktor | 30 BE              |                  | ~5.500     | ~2.000      |               | 65                 |                             | z. B. Salzformationen | bisher keine    |             |
| 3BE                | Druckwasserreaktor | 3 BE             | 5.460      | 1.600       |               | 38                 |                             |                       | bisher keine    |             |
| 3BE                | Siedewasserreaktor | 9 BE             | 5.460      | 1.600       |               | 38                 |                             |                       | bisher keine    |             |
| 3                  |                    |                  | 5.460      | 1.600       |               |                    |                             | Ton                   | bisher keine    | [ 9 ]       |
| 10                 |                    |                  | 5.517      | 1.960       |               |                    |                             | Salz                  | bisher keine    | [ 9 ]       |

## Transport- und Zwischenlagerbehälter

### CASTOR

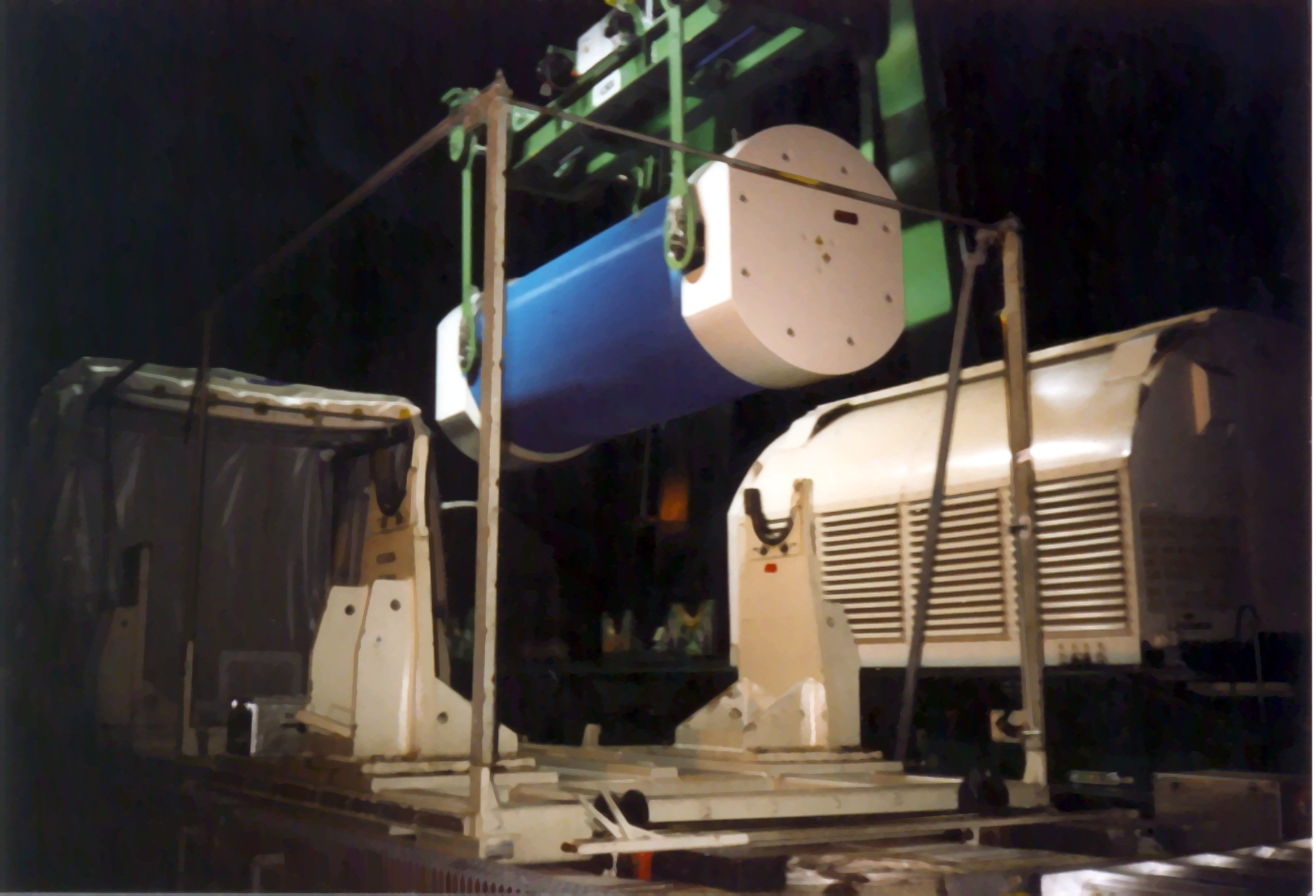
EIN CASTOR wird verladen.

Behälter vom Typ CASTOR werden von der Firma GNS Gesellschaft für Nuklear-Service gefertigt und sind die in Deutschland gebräuchlichsten Behälter für den Transport und die Zwischenlagerung von abgebrannten Brennelementen.
| Bauart     | Abfallherkunft     | Abfallmenge     | Länge [mm] | Breite [mm] | Leermasse [t] | Maximale Masse [t] | maximale Wärmeleistung [kW] | Markteinführung                                    | Bemerkungen                                                                          |
| ---------- | ------------------ | --------------- | ---------- | ----------- | ------------- | ------------------ | --------------------------- | -------------------------------------------------- | ------------------------------------------------------------------------------------ |
| Ia         | Druckwasserreaktor | 4 BE            | 4.550      | 2.436       | 75            |                    |                             | erster Einsatz 1983                                |                                                                                      |
| Ib         | Druckwasserreaktor | 4 BE            | 4.550      | 2.436       | 60            |                    |                             | erster Einsatz 1982                                |                                                                                      |
| Ic         | Siedewasserreaktor | 16 BE           | 5.000      | 2.436       | 80            |                    |                             | erster Einsatz 1981, erster regulärer Einsatz 1983 |                                                                                      |
| IIa        | Druckwasserreaktor | 9 BE            | 6.010      | 2.480       | 116           |                    |                             | erster Einsatz 1994                                |                                                                                      |
| 440/84     | WWER-440           | 84 BE           | 4.080      | 2.660       |               | 116                |                             |                                                    | u. a für Brennelemente der Kernkraftwerke Greifswald und Rheinsberg                  |
| 440/84     | WWER-70            | 84 BE           | 4.080      | 2.660       |               | 116                |                             |                                                    | u. a für Brennelemente der Kernkraftwerke Greifswald und Rheinsberg                  |
| 440/84 mvK | Druckwasserreaktor | 24 BE           | 4.080      | 2.660       | 96            |                    |                             |                                                    | u. a. für Brennelemente des Kernkraftwerk Obrigheim und des Kernkraftwerk Rheinsberg |
| 1000/19    | WWER-1000          | 19 BE           | 5.500      | 2.290       | 115           |                    |                             | Genehmigung seit Juni 2010                         | Einsatz in Tschechien                                                                |
| V/19       | Druckwasserreaktor | 19 BE           | 5.940      | 2.440       | 108           | 126                | 39                          | Erste Beladung 1996                                |                                                                                      |
| V/21       | Druckwasserreaktor | 21 BE           | 4.900      | 2.400       |               | 98                 |                             | Erste Beladung 1985 oder 1986                      | Einsatz im Kernkraftwerk Surry                                                       |
| V/52       | Siedewasserreaktor | 52 BE           | 5.530      | 2.440       | 105           | 124                | 40                          |                                                    |                                                                                      |
| geo21B     | Druckwasserreaktor | 21 BE           |            |             |               |                    | > 40                        | Zulassungsverfahren läuft                          | für Brennelemente des Kernkraftwerk Doel in Belgien                                  |
| geo24B     | Druckwasserreaktor | 24 BE           |            |             |               |                    | > 40                        | 2024                                               | für Brennelemente des Kernkraftwerk Doel in Belgien                                  |
| geo26JP    | Druckwasserreaktor | 26 BE           |            |             |               |                    | > 40                        | Zulassungsverfahren läuft                          | für japanische Brennelemente                                                         |
| geo32CH    |                    | 32 BE           |            |             |               |                    | > 40                        |                                                    | für Schweizer Brennelemente                                                          |
| geo69      | Siedewasserreaktor | 69 BE           |            |             |               |                    | > 40                        | Zulassungsverfahren läuft                          | für US-amerikanische Brennelemente                                                   |
| geo69CH    | Siedewasserreaktor | 69 BE           |            |             |               |                    | > 40                        |                                                    | für Schweizer Brennelemente                                                          |
| HAW20/28CG | Wiederaufarbeitung | 28 Glaskokillen | 6.060      | 2.330       |               | 112                | 45                          |                                                    |                                                                                      |
| HAW28M     | Wiederaufarbeitung | 28 Glaskokillen | 6.122      | 2.430       | 100           | 115                | 56                          | Erste Beladung ab dem 16. November 2010            |                                                                                      |
| KNK        | Brutreaktor        |                 | 2.743      | 1.380       |               |                    |                             |                                                    | für Abfälle der KNK und der Otto Hahn                                                |
| KNK        | Druckwasserreaktor |                 | 2.743      | 1.380       |               |                    |                             |                                                    | für Abfälle der KNK und der Otto Hahn                                                |
| KRB-MOX    | WWER-440           |                 | 4.900      | 1.590       |               |                    |                             |                                                    | für defekte Brennelemente des Kernkraftwerk Greifswald                               |
| MTR2       | Forschungsreaktor  |                 | 1.631      | 1.430       |               |                    |                             |                                                    | für Brennelemente des Rossendorfer Forschungsreaktors                                |
| MTR3       | Forschungsreaktor  |                 | 1.600      | 1.500       | 16            |                    |                             | Zulassung seit Anfang 2019                         | für Brennelemente des FRM II                                                         |
| RBMK-1500  | RBMK-1500          |                 | 4.612      | 2.072       |               |                    |                             |                                                    | Einsatz am Kernkraftwerk Ignalina                                                    |
| S1         | Druckwasserreaktor | 6 BE            |            |             |               | 79–82              | 30                          |                                                    | Transportbehälter                                                                    |
| S1         | Siedewasserreaktor | 17 BE           |            |             |               | 79–82              | 30                          |                                                    | Transportbehälter                                                                    |
| THTR/AVR   | THTR-300           | 2.100 BE        | 2.743      | 1.380       |               |                    |                             |                                                    | [ 14 ] [ 27 ]                                                                        |
| THTR/AVR   | AVR                | 1.900 BE        | 2.743      | 1.380       |               | 27                 |                             |                                                    | [ 14 ] [ 27 ]                                                                        |
| X/33       | Druckwasserreaktor | 33 BE           | ~4.800     | ~2.400      |               | 107                |                             | Erstzulassung in den USA 1994                      | Einsatz im Kernkraftwerk Surry                                                       |

### CONSTOR

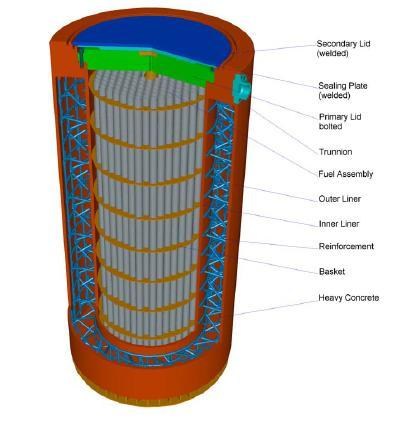
Aufbau eines CONSTORs.

Behälter vom Typ CONSTOR (kurz für CONcrete STORage Cask (deutsch: Betonlagerbehälter)) werden ebenfalls von der Firma GNS Gesellschaft für Nuklear-Service hergestellt. Sie bestehen aus einem inneren und äußeren Stahlmantel, die mit Schwerbeton gefüllt sind.
| Bauart       | Abfallherkunft | Abfallmenge | Länge [mm] | Breite [mm] | Leermasse [t] | Maximale Masse [t] | maximale Wärmeleistung [kW] | Markteinführung | Bemerkungen                       |
| ------------ | -------------- | ----------- | ---------- | ----------- | ------------- | ------------------ | --------------------------- | --------------- | --------------------------------- |
| 440/84       | WWER-400       | 84 BE       |            |             |               | 120                | 20                          |                 | Einsatz in Bulgarien              |
| 1000/19      | WWER-1000      | 19 BE       |            |             |               | 125                | 21                          |                 | [ 33 ]                            |
| RBMK-1500    | RBMK-1500      |             |            |             |               |                    |                             |                 | Einsatz am Kernkraftwerk Ignalina |
| RBMK-1500/M2 | RBMK-1500      |             |            |             |               |                    |                             |                 | Einsatz am Kernkraftwerk Ignalina |

### EXCELLOX
EXCELLOX sind Transportbehälter.
| Bauart | Abfallherkunft     | Abfallmenge    | Länge [mm] | Breite [mm] | Leermasse [t] | Maximale Masse [t] | maximale Wärmeleistung [kW] | Markteinführung | Bemerkungen                                             |
| ------ | ------------------ | -------------- | ---------- | ----------- | ------------- | ------------------ | --------------------------- | --------------- | ------------------------------------------------------- |
|        | Wiederaufarbeitung | 6 Glaskokillen |            |             |               |                    |                             |                 |                                                         |
| 3      | Siedewasserreaktor | 14 BE          |            |             |               |                    |                             |                 | [ 35 ]                                                  |
| 3A     | Siedewasserreaktor | 14 BE          |            |             |               | 72                 | 30                          |                 | Transportbehälter der Pacific Nuclear Transport Limited |
| 3A     | Druckwasserreaktor | 5 BE           |            |             |               | 72                 | 30                          |                 | Transportbehälter der Pacific Nuclear Transport Limited |
| 3B     | Siedewasserreaktor | 14 BE          | 5.994      | 2.114       |               | 74                 | 24                          |                 | Transportbehälter der Pacific Nuclear Transport Limited |
| 3B     | Druckwasserreaktor | 5 BE           | 5.994      | 2.114       |               |                    | 30                          |                 |                                                         |
| 4      | Siedewasserreaktor | 15 BE          | 6.269      | 2.362       |               |                    | 40                          |                 |                                                         |
| 4      | Druckwasserreaktor | 7 BE           | 6.269      | 2.362       |               | 92                 | 40                          |                 | Transportbehälter der Pacific Nuclear Transport Limited |
| 6      | Druckwasserreaktor | 6 BE           | 6.130      | 2.150       |               | 95 oder 97         | 20                          |                 | Transportbehälter der British Nuclear Group             |
| 7      | Siedewasserreaktor | 17 BE          | 5.620      | 2.150       |               | 89                 | 20                          |                 | Transportbehälter der Pacific Nuclear Transport Limited |
| 7      | Druckwasserreaktor | 7 BE           | 5.620      | 2.150       |               | 89                 |                             |                 |                                                         |

### FS
| Bauart | Inhalt      | Länge [mm] | Breite [mm] | Leermasse [t] | Maximale Masse [t] | maximale Wärmeleistung [kW] | Markteinführung | Bemerkungen |
| ------ | ----------- | ---------- | ----------- | ------------- | ------------------ | --------------------------- | --------------- | ----------- |
| FS47   | PuO2-Pulver |            |             |               |                    |                             |                 | [ 38 ]      |

### GA
Folgende Transportbehälter stammen von General Atomics:
| Bauart | Abfallherkunft     | Abfallmenge | Länge [mm] | Breite [mm] | Höhe [mm] | Leermasse [t] | Maximale Masse [t] | maximale Wärmeleistung [kW] | Markteinführung | Bemerkungen |
| ------ | ------------------ | ----------- | ---------- | ----------- | --------- | ------------- | ------------------ | --------------------------- | --------------- | ----------- |
| 4      | Druckwasserreaktor | 4 BE        |            |             |           |               | 27,5               | 2,47                        |                 | [ 33 ]      |
| 9      | Siedewasserreaktor | 9 BE        |            |             |           |               | 27                 | 2,12                        |                 | [ 33 ]      |

### IF
Dieser IF-Transportbehälter stammt von General Electric:
| Bauart | Abfallherkunft     | Abfallmenge | Länge [mm] | Breite [mm] | Höhe [mm] | Leermasse [t] | Maximale Masse [t] | maximale Wärmeleistung [kW] | Markteinführung | Bemerkungen |
| ------ | ------------------ | ----------- | ---------- | ----------- | --------- | ------------- | ------------------ | --------------------------- | --------------- | ----------- |
| 3000   | Druckwasserreaktor | 7 BE        |            |             |           |               | 30                 | 68–70                       |                 | [ 33 ]      |
| 3000   | Siedewasserreaktor | 16 BE       |            |             |           |               | 30                 | 68–70                       |                 | [ 33 ]      |

### LK
Die LK-Behälter sind Transportbehälter der Firma Lehrer.
| Bauart | Abfallherkunft     | Abfallmenge | Länge [mm] | Breite [mm] | Höhe [mm] | Leermasse [t] | Maximale Masse [t] | maximale Wärmeleistung [kW] | Markteinführung | Bemerkungen |
| ------ | ------------------ | ----------- | ---------- | ----------- | --------- | ------------- | ------------------ | --------------------------- | --------------- | ----------- |
| 80     | Druckwasserreaktor | 12 BE       |            |             |           |               | 100                | 100                         |                 | [ 33 ]      |
| 100    | Druckwasserreaktor | 12 BE       |            |             |           |               | 72                 | 30                          |                 | [ 33 ]      |
| 100    | Druckwasserreaktor | 24 BE       |            |             |           |               | 72                 | 30                          |                 | [ 33 ]      |
| LK100M | Druckwasserreaktor | 12 BE 24 BE | 6.800      | 2.500       |           |               | 100 oder 107       | 55                          |                 |             |

### MSF
Die MSF-Behälter sind  von Mitsubishi Heavy Industries gefertigte Lagerbehälter aus Metall.
| Bauart | Abfallherkunft     | Abfallmenge | Länge [mm] | Breite [mm] | Höhe [mm] | Leermasse [t] | Maximale Masse [t] | maximale Wärmeleistung [kW] | Markteinführung | Bemerkungen       |
| ------ | ------------------ | ----------- | ---------- | ----------- | --------- | ------------- | ------------------ | --------------------------- | --------------- | ----------------- |
| 1      | Druckwasserreaktor | 1 BE        |            |             |           |               | 45                 | 6,7                         |                 | Transportbehälter |
| 21P    | Druckwasserreaktor | 21 BE       |            |             |           |               |                    | 41                          |                 | Lagerbehälter     |
| 57B    | Siedewasserreaktor | 57 BE       |            |             |           |               |                    | 49                          |                 | Lagerbehälter     |
| 69B    | Siedewasserreaktor | 69 BE       |            |             |           |               |                    | 19                          |                 | Lagerbehälter     |

### NAC
NAC-International stellt folgende Behälter her:
| Bauart    | Abfallherkunft     | Abfallmenge          | Länge [mm] | Durchmesser [mm] | Leermasse [t] | Maximale Masse [t] | maximale Wärmeleistung [kW] | Markteinführung         | Bemerkungen                    |
| --------- | ------------------ | -------------------- | ---------- | ---------------- | ------------- | ------------------ | --------------------------- | ----------------------- | ------------------------------ |
| C28 S/T   | Druckwasserreaktor | 56 BE                |            |                  |               |                    | 20                          |                         |                                |
| C28 S/T   |                    | 28 BE (konsolidiert) |            |                  |               |                    |                             | Erstzulassung USA: 1990 |                                |
| MAGNASTOR | Druckwasserreaktor | 37 BE                |            |                  |               | 161                | 35                          |                         |                                |
| MAGNASTOR | Siedewasserreaktor | 87 BE                |            |                  |               | 161                | 33                          |                         |                                |
| MPC       | Druckwasserreaktor | 36 BE                |            |                  |               |                    | 12,5                        |                         |                                |
| MPC       | Siedewasserreaktor | 26 BE                |            |                  |               |                    | 17,5                        |                         |                                |
| I28 S/T   | Druckwasserreaktor | 28 BE                | ~4.600     | ~2.400           |               | ~98                |                             | Erstzulassung USA: 1990 | Einsatz im Kernkraftwerk Surry |
| S/T       | Druckwasserreaktor | 26 BE                | ~4.600     | ~2.400           |               | <113               | 17,4                        | Erstzulassung USA: 1990 |                                |
| S/T       | Druckwasserreaktor | 28 BE                |            |                  |               |                    | 17,4                        | Erstzulassung USA: 1990 |                                |
| STC       | Druckwasserreaktor | 26 BE                | ~4.600     | ~2.400           |               | 127 oder 107       | 22,1                        | Erstzulassung USA: 1995 |                                |
| UMS       | Druckwasserreaktor | 24 BE                |            |                  |               |                    | 23                          |                         |                                |
| UMS       | Siedewasserreaktor | 56 BE                |            |                  |               |                    | 23                          |                         |                                |

### NFT
Nuclear Fuel Transport stellt folgende Transportbehälter her:
| Bauart | Abfallherkunft     | Abfallmenge | Länge [mm] | Breite [mm] | Höhe [mm] | Leermasse [t] | Maximale Masse [t] | maximale Wärmeleistung [kW] | Markteinführung | Bemerkungen |
| ------ | ------------------ | ----------- | ---------- | ----------- | --------- | ------------- | ------------------ | --------------------------- | --------------- | ----------- |
| 10P    | Druckwasserreaktor | 10 BE       |            |             |           |               | 83                 | 25                          |                 |             |
| 14P    | Druckwasserreaktor | 14 BE       |            |             |           |               | 115                | 54                          |                 |             |
| 12B    | Siedewasserreaktor | 12 BE       |            |             |           |               | 23                 | 15                          |                 |             |
| 22B    | Siedewasserreaktor | 22 BE       |            |             |           |               | 97                 | 25                          |                 |             |
| 32B    | Siedewasserreaktor | 32 BE       |            |             |           |               | 106                | 22                          |                 |             |
| 38B    | Siedewasserreaktor | 38 BE       |            |             |           |               | 119                | 26                          |                 |             |

### Nuclear Electric
Die folgenden Behälter wurden von Nuclear Electric entworfen und fungieren als reine Transportbehälter.
| Bauart         | Abfallherkunft              | Abfallmenge | Länge [mm] | Breite [mm] | Höhe [mm] | Leermasse [t] | Maximale Masse [t] | maximale Wärmeleistung [kW] | Markteinführung                       | Bemerkungen |
| -------------- | --------------------------- | ----------- | ---------- | ----------- | --------- | ------------- | ------------------ | --------------------------- | ------------------------------------- | ----------- |
| M2             | Magnox-Reaktor              |             | 2560       | 2180        | 1910      | 44,6          |                    |                             |                                       | [ 41 ]      |
| Magnox Mark M1 | Magnox-Reaktor              | 260 BE      |            |             |           |               | 49                 | 6,5                         | Konzipierung und Design: 1950er Jahre |             |
| Magnox Mark M2 | Magnox-Reaktor              | 260 BE      |            |             | 2210      |               | 49                 | 6,5                         | Erster Einsatz: frühe 1980er Jahre    |             |
| AGR Mark A1    | Advanced Gas-cooled Reactor | 20 BE       | 2133–2362  | 2438–3277   | 2133–3048 |               |                    |                             | 1977                                  | [ 42 ]      |
| AGR Mark A2    | Advanced Gas-cooled Reactor |             | 2150       | 2560        | 2312      |               |                    |                             | Februar 1991                          | [ 42 ]      |

### NTL
Die NTL-Behälter wurden von Nuclear Transport Limited bzw. British Nuclear Group entworfen und fungieren als reine Transportbehälter.
| Bauart | Abfallherkunft     | Abfallmenge | Länge [mm] | Breite [mm] | Leermasse [t] | Maximale Masse [t] | maximale Wärmeleistung [kW]                   | Markteinführung | Bemerkungen                                                                             |
| ------ | ------------------ | ----------- | ---------- | ----------- | ------------- | ------------------ | --------------------------------------------- | --------------- | --------------------------------------------------------------------------------------- |
| 1      |                    |             |            |             |               |                    |                                               |                 | in Frankreich designed und hergestellt                                                  |
| 2      |                    |             |            |             |               |                    |                                               |                 | in Frankreich designed und hergestellt                                                  |
| 3      |                    |             |            |             |               |                    |                                               |                 | später als Excellox 1 weitergeführt                                                     |
| 3M     | Druckwasserreaktor | 7 BE        |            |             |               | 54                 | 30                                            |                 | [ 33 ]                                                                                  |
| 3MA    | Siedewasserreaktor | 10 BE       |            |             |               | 53                 | 10                                            |                 | [ 33 ]                                                                                  |
| 9      | Siedewasserreaktor | 7 BE        |            |             |               | 36                 | 25                                            |                 | [ 33 ]                                                                                  |
| 11     | Druckwasserreaktor | 5–7 BE      |            |             |               | 78                 | zunächst 40, später auf Grund von Umbauten 20 | 1977            | 1991: Einführung eines Neutronenschilds                                                 |
| 11     | Siedewasserreaktor | 16–17 BE    |            |             |               |                    | zunächst 40, später auf Grund von Umbauten 20 | 1977            | 1991: Einführung eines Neutronenschilds                                                 |
| 14     | Druckwasserreaktor | 5 BE        |            |             |               | 85                 | 45                                            |                 | längere Version des NTL 11 für den Einsatz in den Kernkraftwerken Unterweser und Biblis |
| 15     | Siedewasserreaktor | 10 BE       |            |             |               | 25                 | 9                                             |                 | [ 33 ]                                                                                  |

### NUHOMS
Bei den NUHOMS-Behältern handelt es sich um Betonlagerbehälter, die von der Firma Transnucleaire, später Areva Vogema Logistics entworfen wurden.
| Bauart | Abfallherkunft     | Abfallmenge  | Länge [mm] | Breite [mm] | Leermasse [t] | Maximale Masse [t] | maximale Wärmeleistung [kW] | Markteinführung | Bemerkungen |
| ------ | ------------------ | ------------ | ---------- | ----------- | ------------- | ------------------ | --------------------------- | --------------- | ----------- |
| 07P    | Druckwasserreaktor | 7 BE         | ~4.600     | ~900        |               | 48,6               | 7                           |                 |             |
| 07P    | Siedewasserreaktor | 18 BE        |            |             |               | 48,6               | 7                           |                 |             |
| 24P    | Druckwasserreaktor | 24 BE        | ~4.700     | ~1.700      |               |                    | 24–40,8                     |                 |             |
| 32P S  | Druckwasserreaktor | 32 BE        |            |             |               |                    | 24–34,8                     |                 |             |
| 52B    | Siedewasserreaktor | 52 BE        |            |             |               |                    | 19,2                        |                 |             |
| 61B    | Siedewasserreaktor | 61 BE        |            |             |               |                    | 15,8/18,3                   |                 |             |
| 56V    | WWER               | 56 BE        |            |             |               |                    |                             |                 | [ 33 ]      |
| F      | Druckwasserreaktor | 13 bis 24 BE |            |             |               | 133/136            | 9,9/18,3                    |                 |             |
| MP     | Druckwasserreaktor | 21 BE        |            |             |               |                    | 9,9–15,8                    |                 |             |
| MP     | Siedewasserreaktor | 61 BE        |            |             |               |                    | 9,9–15,8                    |                 |             |
| RBMK   | RBMK               | 95 BE        |            |             |               |                    |                             |                 | [ 33 ]      |

### TN
Die folgenden Behälter wurden von Transnucleaire, später Areva Cogema Logistics (ACL), entworfen.
| Bauart    | Abfallherkunft     | Abfallmenge     | Länge [mm] | Breite [mm] | Leermasse [t] | Maximale Masse [t]         | maximale Wärmeleistung [kW] | Markteinführung           | Bemerkungen |
| --------- | ------------------ | --------------- | ---------- | ----------- | ------------- | -------------------------- | --------------------------- | ------------------------- | ----------- |
| 8         | Druckwasserreaktor | 3 BE            |            |             |               | 38                         | 35,5                        |                           | [ 33 ]      |
| 9         | Siedewasserreaktor | 7 BE            |            |             |               | 39                         | 24,5                        |                           | [ 33 ]      |
| 10        |                    |                 |            |             |               |                            |                             |                           |             |
| 10/1      |                    |                 | 6.370      | 2.500       |               | 106                        | 38                          |                           | [ 40 ]      |
| 12        | Druckwasserreaktor | 12 BE           |            |             |               | 100                        | 51,6                        |                           | [ 33 ]      |
| 12        | Druckwasserreaktor | 32 BE           |            |             |               | 105                        | 64                          |                           | [ 33 ]      |
| 12/1      |                    |                 | 5.900      | 2.530       |               | 101,1                      | 70                          |                           |             |
| 12/2      | Druckwasserreaktor | 12 BE           | 6.150      | 2.530       |               | 102 104 andere Quelle: 111 | 93 70 andere Quelle: 77     |                           |             |
| 13        | Druckwasserreaktor | 12 BE           |            |             |               | 105                        | 64                          |                           | [ 33 ]      |
| 13        | Druckwasserreaktor | 32 BE           |            |             |               | 115                        | 64                          |                           | [ 33 ]      |
| 13/1      |                    |                 | 6.370      | 2.530       |               | 107,1                      | 38                          |                           |             |
| 13/2      | Druckwasserreaktor | 12 BE           | 6.670      | 2.500       |               | 113                        | 77                          |                           | [ 40 ]      |
| 17        | Siedewasserreaktor | 17 BE           |            |             |               | 78                         | 25                          |                           | [ 33 ]      |
| 17        | Druckwasserreaktor | 7 BE            |            |             |               | 78                         | 25                          |                           | [ 33 ]      |
| 17/2      | Siedewasserreaktor | BE              | 6.150      | 1.950       |               | 81oder 78,2                | 43oder 46                   |                           |             |
| 24        | Druckwasserreaktor | 24–37 BE        | ~5.100     | ~2.400      |               | ~103                       |                             | 1990er                    | [ 46 ]      |
| 24BH      | Siedewasserreaktor | 69 BE           |            |             |               | 126                        | 40                          |                           | [ 33 ]      |
| 24DH      | Wiederaufarbeitung | 24 CSD-Kokillen |            |             |               |                            |                             |                           |             |
| 24DH      | Druckwasserreaktor | 28 BE           |            |             |               | 112                        | 33                          |                           | [ 33 ]      |
| 24E       | Druckwasserreaktor | 21 BE           |            |             |               | 125                        | 40                          |                           | [ 33 ]      |
| 24SH      | Druckwasserreaktor | 37 BE           |            |             |               | 96                         | 30                          |                           | [ 33 ]      |
| 24XLH A/B | Druckwasserreaktor | 24 BE           |            |             |               | 111                        | 33                          |                           | [ 33 ]      |
| 28VT      | Wiederaufarbeitung | 20 CSD-Kokillen |            |             |               |                            |                             | 1995                      |             |
| 32        | Druckwasserreaktor | 32 BE (US)      |            |             |               | 115,5                      | 32,7                        |                           | [ 46 ]      |
| 40        | Druckwasserreaktor | 40 BE (US)      | ~5.100     | ~2.600      |               | 113                        | 32,7                        |                           | [ 46 ]      |
| 52L       | Siedewasserreaktor | 52 BE           |            |             |               | 112,5                      | 40                          |                           | [ 33 ]      |
| 68        | Siedewasserreaktor | 68 BE (EUR)     | 5.461      |             |               | 115                        | 21,2                        |                           |             |
| 68        |                    | 40 (US)         |            |             |               | 113,8                      | 21,1                        |                           | [ 46 ]      |
| 81        |                    | 20 CSD-Kokillen |            |             |               |                            | 56                          |                           | [ 47 ]      |
| 85        | Wiederaufarbeitung | 28 Glaskokillen |            |             |               |                            | 56                          |                           | [ 47 ]      |
| 97L       | Siedewasserreaktor | 97 BE           |            |             |               | 115,5                      | 19                          |                           | [ 33 ]      |
| EAGLE     |                    |                 | 5.598      |             |               |                            | 38,4                        | Zulassungsverfahren läuft | [ 50 ]      |

### TGC
Der TGC27-Behälter wurde von der GNS Gesellschaft für Nuklear-Service und Transnucleaire für Transport und Lagerung von Kokillen mit mittelradioaktiven Abfällen entworfen, jedoch nicht fertig entwickelt.
| Bauart | Abfallherkunft     | Abfallmenge     | Länge [mm] | Breite [mm] | Leermasse [t] | Maximale Masse [t] | maximale Wärmeleistung [kW] | Markteinführung | Bemerkungen |
| ------ | ------------------ | --------------- | ---------- | ----------- | ------------- | ------------------ | --------------------------- | --------------- | ----------- |
| TGC27  | Wiederaufarbeitung | 27 CSD-Kokillen |            |             | < 120         |                    |                             | keine           |             |
| TGC36  | Wiederaufarbeitung | 36 CSD-Kokillen | 4.493      | 2.880       | 118           |                    |                             | keine           |             |

### TK
Die TK-Transportbehälter gehören der Holding OAO Izhora.
| Bauart | Abfallherkunft | Abfallmenge | Länge [mm] | Breite [mm] | Leermasse [t] | Maximale Masse [t] | maximale Wärmeleistung [kW] | Markteinführung | Bemerkungen |
| ------ | -------------- | ----------- | ---------- | ----------- | ------------- | ------------------ | --------------------------- | --------------- | ----------- |
| 6      | WWER-400       | 30 BE       |            |             |               | 92                 | 15                          |                 | [ 33 ]      |
| 8      | RBMK           | 9 BE        |            |             |               |                    |                             |                 | [ 33 ]      |
| 10B    | WWER-1000      | 6 BE        |            |             |               | 94,4               | 13                          |                 | [ 33 ]      |
| 11     |                |             |            |             |               | 105                | 12                          |                 | [ 33 ]      |
| 11 BN  | BN-600         | 35 BE       |            |             |               | 90                 | 10,7                        |                 | [ 33 ]      |
| 13     | WWER-1000      | 12 BE       |            |             |               | 116                | 20                          |                 | [ 33 ]      |
| 104    |                |             |            |             |               | 120                | 5                           |                 | [ 33 ]      |
| 109    |                |             |            |             |               | 126                | 6,3                         |                 | [ 33 ]      |